# Melanorlopteryx costalis
Melanorlopteryx costalis är en tvåvingeart som beskrevs av Townsend 1927. Melanorlopteryx costalis ingår i släktet Melanorlopteryx och familjen parasitflugor.
Artens utbredningsområde är Peru. Inga underarter finns listade i Catalogue of Life.